# 유채영
유채영(본명: 김수진, 1973년 9월 22일 ~ 2014년 7월 24일)은 대한민국의 가수 겸 배우이다.

## 생애
- 1989년 보컬 그룹 "푼수들"로 데뷔했다.
- 1994년에는 쿨(Cool)의 일원이었으나, 1995년 쿨(Cool)을 탈퇴하고 어스(Us)의 보컬리스트로 활동하였으며 이듬해 1996년에 솔로 가수로 전향하였다.
- 이후 2002년 영화 《휘파람 공주》를 통해 영화배우로 데뷔했다.
- 2008년 9월 28일 오후 1시 서울 광장동 쉐라톤그랜드워커힐 호텔 시어터홀에서 한 살 연하의 사업가 김주환 씨와 결혼했다.[1]
- 그러나 2013년 10월 말 위암 말기 판정을 받고, 항암치료 중 2014년 7월 24일 향년 42세의 꽃다운 나이에 위암으로 인해 사망하였다.[2]

### 위암 말기와 사망 (상세 과정)
- 2013년 10월 말 위암 말기 판정을 받고 개복수술을 받았다.
- 하지만 수술 도중 다른 장기로 암세포가 전이된 사실을 발견하고 암세포 일부만 제거한 채 항암치료를 계속 받아왔으나, 상태가 위독해 입원했다.

- 그러나 2014년 7월 24일 오전 8시 남편과 시어머니, 친정어머니, 그리고 절친 탤런트 김현주와 이성미, 박미선, 송은이가 지켜보는 가운데 서울 연세대학교 신촌 세브란스 병원에서 향년 42세로 사망했다.

- 자녀는 아직까지 없는 상태였으며 유언도 남기지 못하였다.[2][3][4]

- 유채영의 소속사 150엔터테인먼트 고지영 대표는 24일 오후 “발인은 기독교식 3일장으로 진행되며, 오는 26일 토요일 오전 7시 40분에 발인식을 갖게 된다.

- 이후 인천 화장장에서 화장 후 경기도 파주시에 위치한 서현 추모공원에 안치될 예정이다”라고 밝혔다.[5]

- 한편 유채영의 동갑내기 친구인 김창렬은 유채영의 사망소식을 듣고는 생방송 도중 대성통곡을 하기도 하였으며, 여러 연예인들의 조문 및 애도 행렬이 이어지기도 했다.

- 고인의 발인식은 예정대로 개그맨 김경식, 가수 김장훈, 김창렬을 비롯한 동료들이 참석한 가운데 26일 오전 7시 40분 서울특별시 서대문구 신촌 연세대학교 의료원 장례식장에서 엄수되었다.[6][7] 유골은 인천 화장터에서 화장된 후, 오후 1시께 경기도 파주시에 위치한 서현 추모공원에 안치되었다.[8]

## 학력
- 안양예술고등학교 무용학과 (졸업)

## 가수 활동

### 음반

#### 그룹
- 푼수들 2집 'Poonsoo II' (1990. 08 서울음반)[9]
- 쿨 1집 'The K;ul' (1994. 06 워너뮤직코리아)[10]
- 어스 1집 'The Us Rage To See The Day We Rule!' (1995. 12. 27 BMG - 초판)[11]

#### 솔로
- 쾌속 (비공식, 1996. 08 신세계음향공업)
- 1집 Emotion (1999. 10 신나라뮤직)
- 2집 A Secret Diary (2001.09.21 SM 엔터테인먼트)
- Another Decade (싱글, 2009.04.03)

## 연기 활동

### 영화
- 《휘파람 공주》(2002년)[12] 초청 가수 역
- 《색즉시공》(2002년)[13] 한유미 역
- 《색즉시공 2》(2007년)[14]한유미 역
- 《누가 그녀와 잤을까?》(2006년)[15]

### 드라마
- 《황태자의 첫사랑》(MBC) (2004년)[16]
- 《백만장자와 결혼하기》(SBS) (2005년) - 이수지 역[17]
- 《마이캅》(tvN)
- 《러브 레이싱》 (코미디TV) - 성춘자 역
- 《추노》(KBS) - 왕손이 첫번째 여인 역
- 《커피하우스》(SBS)
- 《반짝반짝 빛나는》 (MBC) - 피바다 역
- 《천명: 조선판 도망자 이야기》(KBS) 금옥 역
- 《패션왕》(SBS)
- 《롤러코스터 3 - 나는 M이다.》(tvN)

## 방송 활동

### 예능
- 《행복주식회사》게스트 MBC
- 《해피선데이 - 2008 스쿨림픽》
- 《강심장》SBS
- 《무한걸스》제주도 레이스 1탄 MBC 에브리원 게스트 (2008.10.10)
- 《무한걸스》제주도 레이스 2탄 MBC 에브리원 게스트 (2008.10.17)
- 《미녀들의 1박 2일》
- 《황금어장》MBC 무릎 팍 도사 - 유채영 편

### 라디오
- 《좋은주말》MBC (2013.08.30~2014.07.13)

### 시사교양
- 《원더우먼》(MBC)